# Proutnice
Proutnice je rybník na východě Sluštic v okrese Praha-východ. Má zhruba čtvercový tvar s hrází orientovanou na západě. Je napájen z potoka Výmola, který teče kolem. Okolí je zalesněno, po hrázi vede cesta. Hráz zároveň tvoří předěl mezi Proutnicí a Mlýnským rybníkem. Na jižní straně vede pěší cesta. Na východní straně je několik drobných ostrůvků. Původně byla Proutnice součástí Mlýnského rybníka a tvořila s ním jeden velký celek. Ten se na mapách objevuje již v roce 1841.

## Galerie

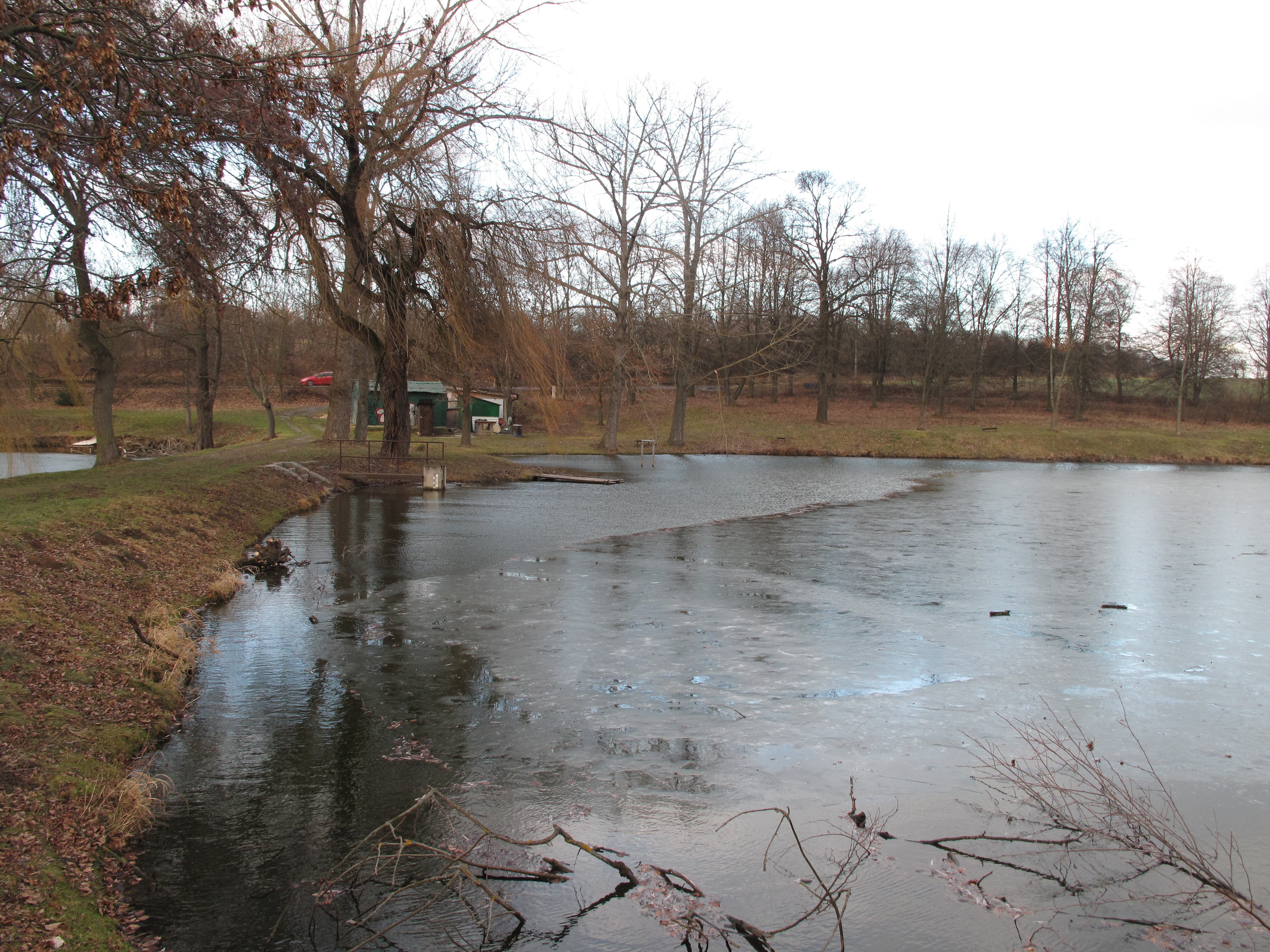
Hráz se stavidlem (leden 2022)
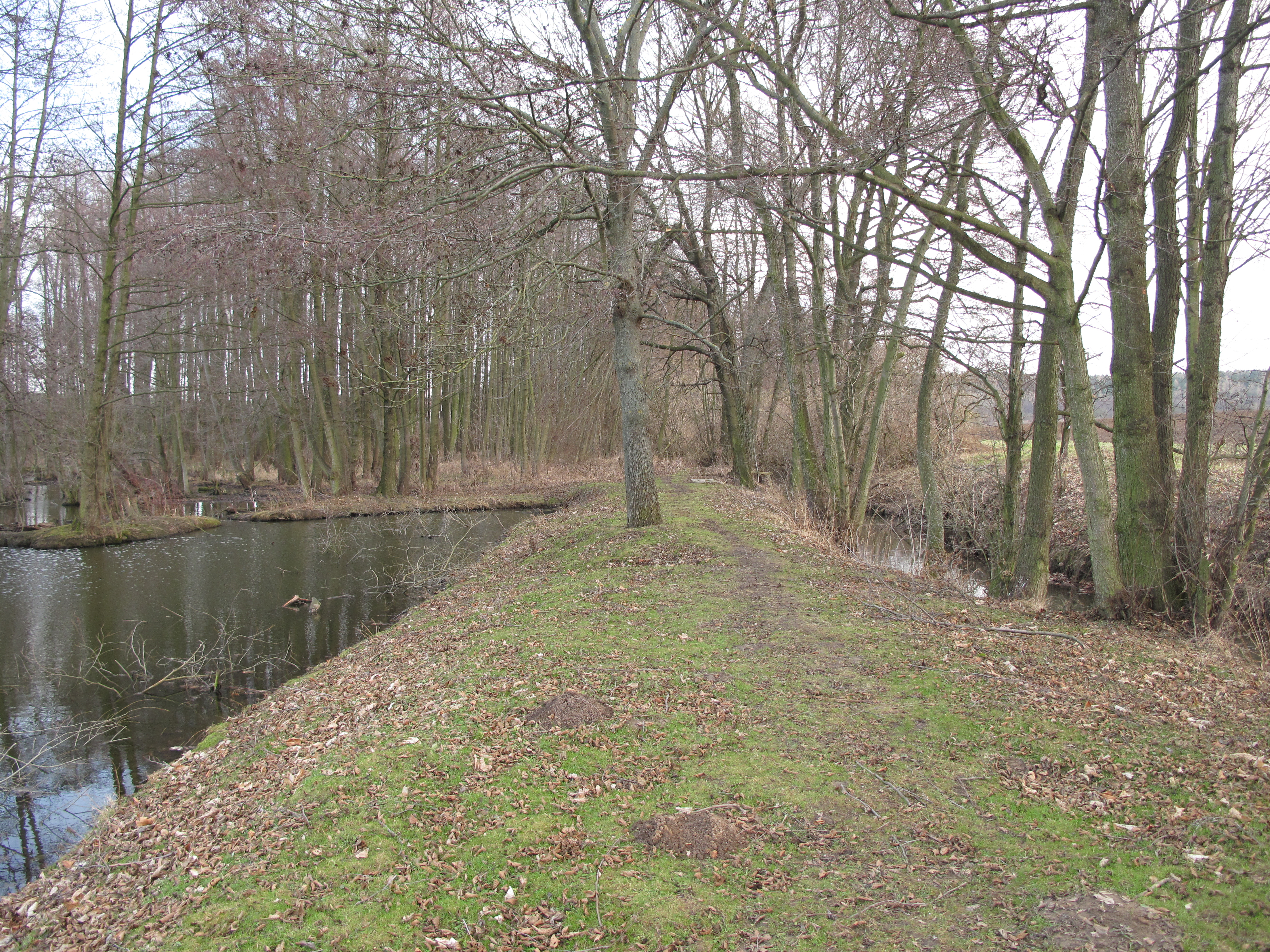
Jižní strana rybníka, vpravo potok Výmola
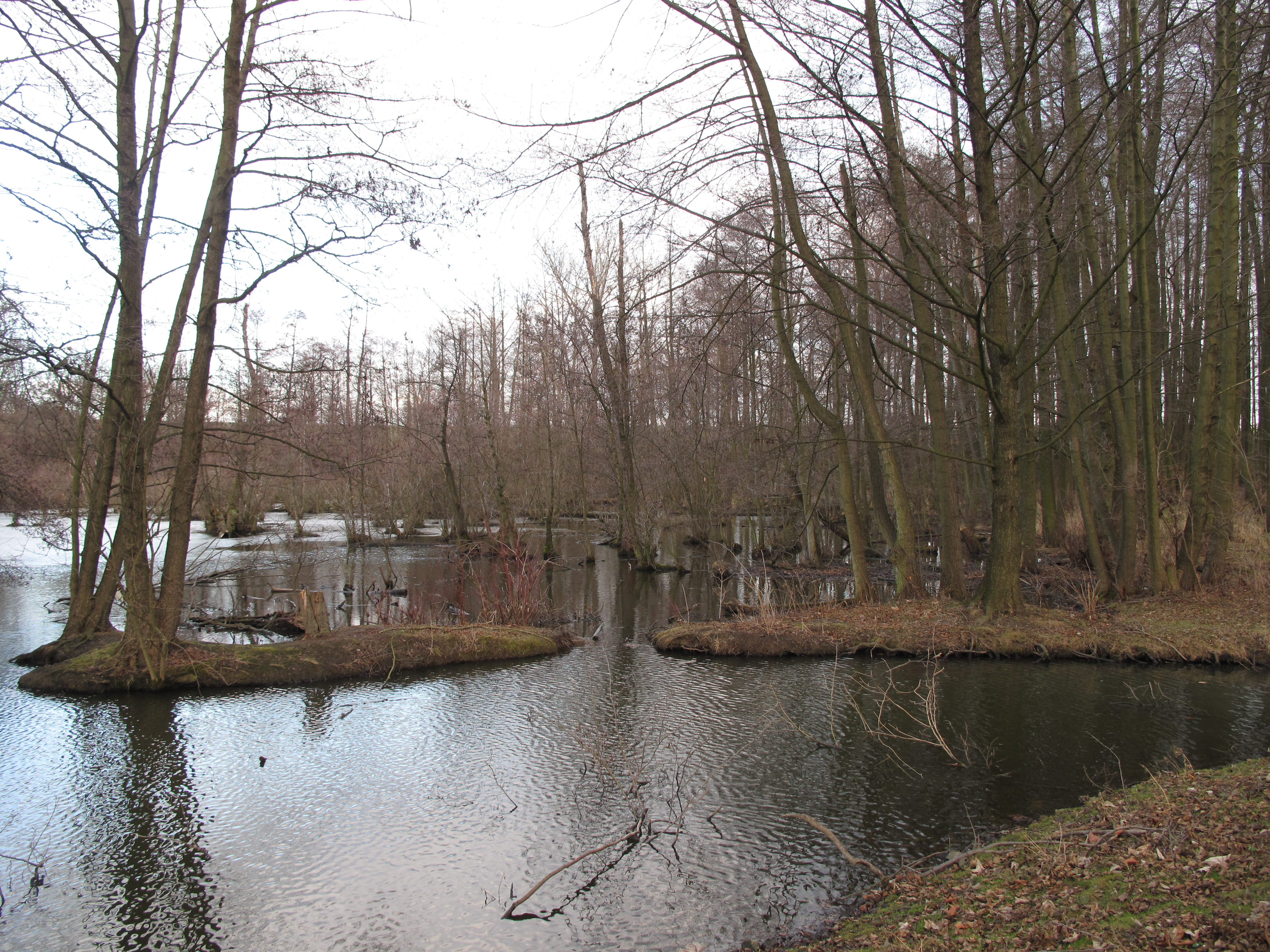
Ostrůvky ve východní části
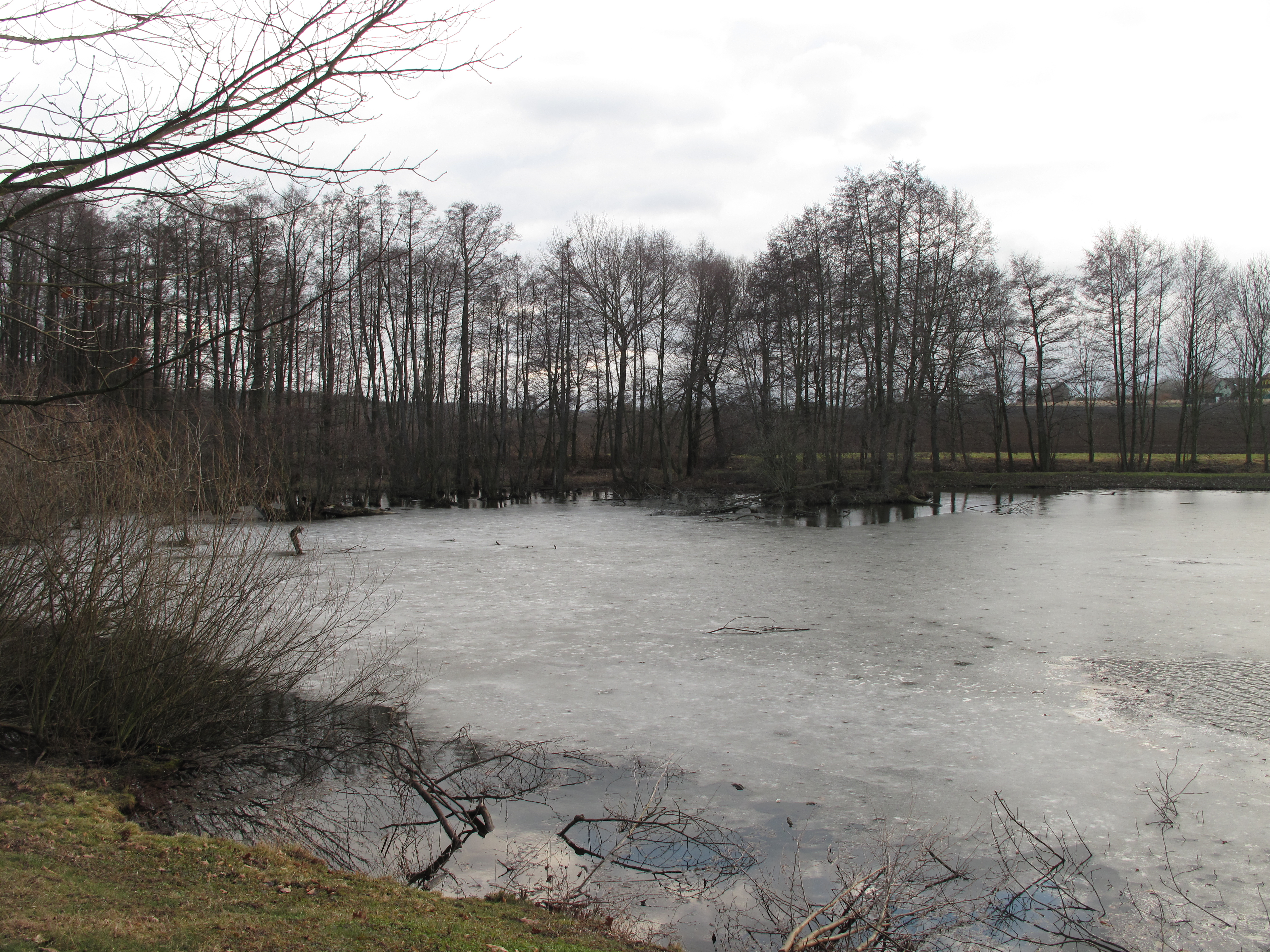
Proutnice v zimě (2022)